# Hawthorne Heights
Hawthorne Heights je americká pop punková hudební skupina, která vznikla v roce 2001 v Daytonu v Ohiu. Dnes má skupina čtyři členy, jimiž jsou JT Woodruff (zpěv, rytmická kytara), Micah Carli (zpěv, kytara), Matt Ridenour (basová kytara) a Eron Bucciarelli (bicí). Původně měla kapela pět členů, ale kytarista Casey Calvert zemřel při turné v roce 2007 na předávkování se antidepresivy.  Mezi lety 2001 až 2003 byla kapela známá pod názvem A Day in the Life. Dodnes vydala čtyři studiová alba, tři EP alba a jedno kompilační album, jejich prvním vydavatelstvím bylo Victory Records. Pod starým názvem vydala kapela jedno studiové album s názvem Nine Reasons to Say Goodbye v roce 2001.
Skupina uspěla hned s prvními dvěma alby, The Silence in Black and White z roku 2004 a If Only You Were Lonely z roku 2006 obě získala ocenění Zlaté desky. Druhé album obsadilo první pozici žebříčku Billboard Independent Albums a třetí místo v žebříčku Billboard 200. Jsou známí především singlem „Saying Sorry“, který sám získal ocenění zlaté desky a umístil se na sedmé pozici v žebříčku Hot Modern Rock Tracks. Třetí album kapely s názvem Fragile Future bylo vydáno v roce 2008 překvapivě znovu pod vydavatelstvím Victory Records, se kterým v předcházejících letech vedla kapela soudní spor.
Hawthorne Heights vydali své čtvrté studiové album v roce 2010 již pod vydavatelstvím Wind-up Records (které reprezentují například skupiny Evanescence, Creed and Cartel). Jmenuje se Skeletons. Ve stejném roce vydalo jejich předchozí vydavatelství Victory Records kompilační album jejich největších hitů Midwesterners: The Hits. Krátce poté však kapela opustila i Wind-up Records a založila své vlastní vydavatelství Cardboard Empire. S ním vydala v roce 2011 EP s názvem Hate, které má být součástí trilogie EP alb.

## Diskografie

### Studiová alba
- The Silence in Black and White (2004)
- If Only You Were Lonely (2006)
- Fragile Future (2008)
- Skeletons (2010)
- Zero (2013)
- The Silence in Black and White Acoustic (2014)
- Bad Frequencies (2018)

### EP alba, kompilační alba
- Paper Chromatography: The Fade from Dark to Light (2001, A Day in the Life)
- From Ohio with Love - kompilace (2004, A Day in the Life)
- Rhapsody Originals (2008)
- Midwesterners: The Hits - kompilace (2010)
- Hate (2011)